# Panukulan
Panukulan est une municipalité de la province de Quezon, aux Philippines.